# Una donna senza scrupoli
Una donna senza scrupoli (Bad to the Bone) è un film per la televisione del 1997, diretto da Bill L. Norton.

## Trama
Francesca Wells detta Frankie è un'astuta manipolatrice: prima uccide la madre, poi riesce a scampare all'arresto e infine costringe il fratello a sbarazzarsi della fidanzata. 